# Giovani Lo Celso
Giovani Lo Celso (Rosario, 1996. április 9. –) argentin labdarúgó, a Villarreal játékosa kölcsönben a Tottenham Hotspur csapatától.

## Pályafutása
Giovani Lo Celso Rosario városában született, majd itt is kezdett el futballozni. A 2015-16-os idényben már alapembere volt az első osztályú Rosario Central csapatának. 2016. július 26-án a Paris Saint-Germain szerződtette, de egy évig még maradt Argentínában. 2018-ban egyéves kölcsönszerződést írt alá a Betis csapatával. A spanyol klub 2019 áprilisában leigazolta őt. 2019. augusztus 8-án egy évre kölcsönbe igazolt a Tottenham-hez, majd 2020. január 28-án öt évre leszerződtette őt az angol csapat. A Manchester City ellen 2020. november 21-én a Premier Leagueben becserélése után 35 másodperccel szerzett gólt egy kontratámadásból. 2022. január 31-én kölcsönbe került a spanyol Villarreal csapatához.

## Karrier statisztika
Frissítve: 2022. január 19.
| Klub                | Idény            | Bajnokság        | Bajnokság     | Bajnokság | Kupa          | Kupa | Ligakupa      | Ligakupa | Nemzetközi    | Nemzetközi | Más           | Más | Összesen      | Összesen |
| Klub                | Idény            | Bajnokság        | Pályára lépés | Gól       | Pályára lépés | Gól  | Pályára lépés | Gól      | Pályára lépés | Gól        | Pályára lépés | Gól | Pályára lépés | Gól      |
| ------------------- | ---------------- | ---------------- | ------------- | --------- | ------------- | ---- | ------------- | -------- | ------------- | ---------- | ------------- | --- | ------------- | -------- |
| Rosario Central     | 2014             | Primera División | 0             | 0         | 0             | 0    | —             | —        | —             | —          | —             | —   | 0             | 0        |
| Rosario Central     | 2015             | Primera División | 13            | 0         | 3             | 0    | —             | —        | —             | —          | —             | —   | 16            | 0        |
| Rosario Central     | 2016             | Primera División | 14            | 2         | 1             | 0    | —             | —        | 9             | 0          | —             | —   | 24            | 2        |
| Rosario Central     | 2016–17          | Primera División | 9             | 1         | 5             | 0    | —             | —        | —             | —          | —             | —   | 14            | 1        |
| Rosario Central     | Összesen         | Összesen         | 36            | 3         | 9             | 0    | —             | —        | 9             | 0          | —             | —   | 54            | 3        |
| Paris Saint-Germain | 2016–17          | Ligue 1          | 4             | 0         | 1             | 0    | 0             | 0        | 0             | 0          | —             | —   | 5             | 0        |
| Paris Saint-Germain | 2017–18          | Ligue 1          | 33            | 4         | 4             | 1    | 4             | 1        | 7             | 0          | 0             | 0   | 48            | 6        |
| Paris Saint-Germain | 2018–19          | Ligue 1          | 1             | 0         | 0             | 0    | 0             | 0        | 0             | 0          | 0             | 0   | 1             | 0        |
| Paris Saint-Germain | Összesen         | Összesen         | 38            | 4         | 5             | 1    | 4             | 1        | 7             | 0          | 0             | 0   | 54            | 6        |
| Real Betis          | 2018–19          | La Liga          | 32            | 9         | 6             | 2    | —             | —        | 7             | 5          | —             | —   | 45            | 16       |
| Tottenham Hotspur   | 2019–20          | Premier League   | 27            | 0         | 4             | 1    | 0             | 0        | 5             | 1          | —             | —   | 37            | 2        |
| Tottenham Hotspur   | 2020–21          | Premier League   | 17            | 1         | 0             | 0    | 1             | 0        | 9             | 4          | —             | —   | 28            | 5        |
| Tottenham Hotspur   | 2021–22          | Premier League   | 9             | 0         | 1             | 0    | 4             | 0        | 5             | 2          | —             | —   | 19            | 2        |
| Tottenham Hotspur   | Összesen         | Összesen         | 55            | 1         | 5             | 1    | 5             | 0        | 19            | 7          | —             | —   | 84            | 9        |
| Villarreal          | 2021–22          | La Liga          | 0             | 0         | 0             | 0    | 0             | 0        | 0             | 0          | 0             | 0   | 0             | 0        |
| Karrier összesen    | Karrier összesen | Karrier összesen | 161           | 17        | 25            | 4    | 9             | 1        | 42            | 12         | 0             | 0   | 237           | 34       |

## Sikerei, díjai

### Klub
- Paris Saint-Germain: 
  - Ligue 1: 2017–18
  - Francia kupa : 2016–17, 2017–18
  - Francia ligakupa: 2017–18
  - Francia szuperkupa: 2017, 2018

### Válogatott
- Argentína
  - Copa América: 2021

## Külső hivatkozások
- Giovani Lo Celso adatlapja a Soccerway oldalon (angolul)
- adatlapja a transfermarkt.de oldalon